# 佐賀県道326号山谷大木線
佐賀県道326号山谷大木線（さがけんどう326ごう やまだにおおぎせん）は、佐賀県西松浦郡有田町を通る一般県道である。

## 概要
西松浦郡有田町大木宿乙から西松浦郡有田町岳乙に至る。佐世保市北部から国見道路経由で有田町（旧西有田町）へ向かう場合のショートカット路線になる。
道幅は狭くないが、勾配が急でカーブも多いため、注意が必要。

### 路線データ
- 起点：佐賀県西松浦郡有田町大木宿乙（山谷交差点、国道202号交点、佐賀県道281号大木有田線起点）
- 終点：佐賀県西松浦郡有田町岳乙（国道498号交点）

## 路線状況

### 道路施設

#### 橋梁
- 佐子橋（唐船川、西松浦郡有田町）

## 地理

### 通過する自治体
- 西松浦郡有田町

### 交差する道路
| 交差する道路                      | 交差する場所 | 交差する場所      |
| --------------------------------- | ------------ | ----------------- |
| 国道202号 佐賀県道281号大木有田線 | 大木宿乙     | 山谷交差点 / 起点 |
| 国道498号                         | 岳乙         | 終点              |

### 沿線
- 有田町立大山小学校（起点付近）
- 松浦鉄道西九州線 大木駅（起点付近）